# Paracoccus erigeroni
Paracoccus erigeroni är en insektsart som först beskrevs av James 1935.  Paracoccus erigeroni ingår i släktet Paracoccus och familjen ullsköldlöss.
Artens utbredningsområde är Kenya. Inga underarter finns listade i Catalogue of Life.